# قائمة الأفلام المنتجة في دولة الإمارات
قائمة الأفلام الإماراتية حتى 2023- تنوعت الأفلام التي تم إنتاجها في الإمارات العربية المتحدة ما بين الأفلام القصيرة والأفلام الطويلة والتي تنوعت بدورها ما بين الدراما والكوميديا والتشويق والإثارة، وغيرها من أصناف الفنون، وعلي الرغم من قصر عمر السينما الإماراتية، والتي كانت في البداية قاصرة علي الأفلام القصيرة، إلا أنها تخطو خطوات كبيرة وثابتة واستطاعت أن تدخل بأفلامها إلي المهرجانات العالمية المختلفة، ناهيك عن عرضها في المهرجانات العربية والمحلية، وتتوزع الأفلام الإماراتية ما بين الإنتاج الخالص، والإنتاج المشترك مع دول أخرى.

## القائمة
فيما يلي قائمة بالأفلام المنتجة في دولة الإمارات مرتبة بحسب الترتيب الأبجدي:
| اسم الفيلم                       | تاريخ الاصدار | التصنيف             | التأليف والإخراج                    | طاقم العمل                                                       | الإنتاج                                       | ملخص الأحداث | ملاحظات |
| -------------------------------- | ------------- | ------------------- | ----------------------------------- | ---------------------------------------------------------------- | --------------------------------------------- | --- | --- |
| أبناء الشمسين                    | أبريل 2013    | (قصير) خيال علمي    | علي زيدي                            | سجى الياسري- أنا دروزينا- محمد أبودياك                           | غانم غباش                                     | تدور أحداث فيلم أبناء الشمسين حول ثلاثة أصدقاء يعيشون في دبي ويكافحون من أجل البقاء، ويبحثون عن مأوى في مدينة باتت خاوية بعد أن دمرتها شمسان ظهرتا في الأفق. | الفيلم علي IDMB |
| أثل                              | أغسطس 2020م   | فيلم قصير           | اليازية بنت نهيان                   | حلا شيحة- منصور الفيلي                                           | عفراء المرار                                  | في قالب درامي كوميدي، سلمى المذيعة الشهيرة اختيرت لتقديم برنامج عن الشاعر الجاهلي الشهير طرفة بن العبد الملقب بالفتى القتيل كما بات يُعرف عبر التاريخ، فيتسبب البرنامج في انقلاب حياتها ومسيرتها رأسًا على عقب، فالقدر يخبئ لها شيء بعيد عن الواقع. | شارك الفيلم في فعاليات الدورة الثالثة من مهرجان العين السينمائي من 23- 27 يناير                                                         |
| آلات حادة                        | 2017م         | وثائقي              | نجوم الغانم                         |                                                                  |                                               | يستعرض الفيلم في قالب وثائقي حياة ومسيرة الفنان التشكيلي الراحل حسن الشريف، والذي انتهج في كافة أعماله النزعة الواقعية الساخرة واختلف حولها النقاد والمتلقين. | الفيلم حاصل علي الجائزة الكبرى لمهرجان الإسماعيلية الدولي للأفلام التسجيلية والقصيرة، في دورته العشرين                                  |
| أصحاب ولا أعز                    | يناير 2022    | دراما كوميدية       | وسام سميرة                          | منى زكي- إياد نصار- عادل مكرم- فؤاد يمين                         | محمد حفظي                                     | تدور أحداث الفيلم حول سبعة أصدقاء يجتمعون على العشاء، ويقررون أن يلعبوا لعبة حيث يضع الجميع هواتفهم المحمولة على طاولة العشاء، بشرط أن تكون كافة الرسائل أو المكالمات الجديدة على مرأى ومسمع من الجميع. وسرعان ما تتحول اللعبة التي كانت في البداية ممتعة وشيقة إلى وابل من الفضائح والأسرار التي لم يكن يعرف عنها أحد بما فيهم أقرب الأصدقاء. | الفيلم إماراتي لبناني مصري (مشترك) |
| الإمبراطور ضاغن وفلونة           | 2021م         | كومبدي              | راكان- أحمد حسانين                  | أحمد صالح- عبدالله مشرف- ملاك الخالدي                            | إكس موفيز                                     | وتدور أحداث العمل حول بطل الفيلم «ضاعن» الذي يؤديه صالح، والذي يحلم بأن يكون إمبراطور السينما، لكنه يمتلك شخصية متذبذبة وضعيفة ويواجه الكثير من العقبات التي تقف حجر عثرة في طريق تحقيق هذا الحلم، الأمر الذي يضعه في مواجهة مع محيطه، فيقرر التنكر في شخصيات مختلفة يداري بها شخصيته الضعيفة وذلك بمساعدة شقيقته «فلونة» خبيرة المكياج. | |
| الثانية صباحاً                    | 2017م         | فيلم قصير           | محمد الكويتي- مهند عثمان            | ناصر النعيمي- ناصر العبري- علي العزيزي- ثائر النعيمي             | My Hood productions                           | الفيلم مأخوذ من قصة واقعية | رابط مشاهدة الفيلم |
| الجائحة                          | 2020م         | روائي               |                                     | سالم العامري                                                     |                                               | تدور أحداث العمل في إطار اجتماعي تربوي، حيث يسلط الضوء على بعض الأحداث الإنسانية والوطنية المرتبطة بفايروس كورونا المستجد وآثاره، كما يتناول جزءًا من حياة الفنانة المصرية الراحلة رجاء الجداوي قبل إصابتها بكوفيد -19 ووفاتها متأثرة بهذا المرض. | فيلم الجائحة يحصد جائزة لجنة التحكيم في مهرجان كوباني 2022.                                                                             |
| الجن                             | أكتوبر 2013م  | رعب- تشويق وإثارة   | توبي هوبر- ديفيد تولي               | آيشا هارت- خالد ليث- رزان جمال                                   |                                               | زوجان شابان يعودان إلى بلدهما الأم ويسكنان شقةً في رأس الخيمة بالإمارات العربية المتحدة، ويعتقد الزوجان أن حياتهما ستستقر، إلا أنهما يكتشفان أن جيرانهما ليسوا بشرًا بل هم من الجان. حينها يبدآن معًا في رحلة اكتشاف حقيقة "الجان" الذي يحاول النيل منهما. | - الفيلم شارك في مهرجان أبو ظبي الدورة السابعة عام 2013.                                                                                |
| الخطأ زيرو                       | أبريل 2010م   | فيلم قصير           | أشرف غوري                           | منى عباس-عدنان عارف- عقيل فكري                                   | شركة أكسبانس سي جى آي                         | تدور أحداث فيلم الخطأ زيرو في المستقبل حيث حل الذكاء الاصطناعي محل الذكاء البشري، فتحكي القصة عن إكس إي 7، وهو سايبورغ تُرسله مجموعة عملية للقيام برحلة عبر الزمن كجزء من مشروع الخطأ زيرو الذي يهدف لتسجيل التاريخ المفقود | حاصل على جائزة الانجاز المتميز من جوائز صنع في الإمارات العربية المتحدة 2011م                                                           |
| الرمال العربية                   | مارس 2008م    | روائي               | مجيد عبدالرازق                      | عبدالله الطراورة- مجيد عبدالرازق                                 | مجيد عبدالرازق                                | يحكي فيلم (الرمال العربية) قصة الرحالة البريطاني السير ولفرد ثيسجر الذي (الربع الخالي) وهي ثاني أكبر صحراء في العالم وتبلغ مساحتها نصف مليون ميل مربع. | |
| السلحفاة                         | 2012م         | قيلم قصير           |                                     | أخمد الظهوري                                                     | إف كيو سي ميديا- مجلس الإمارات الوطني للإعلام | يناقش الفيلم أمور بيئية وبحرية وبخاصة التصدي لخطر الأكياس البلاستيكية غير القابلة للتحلل. | الفيلم حائز على جائزة الدولفين الذهبي في مهرجان كان السينمائي للأفلام القصيرة 2012                                                      |
| العم ناجي في الإمارات            | أبريل 2019    | كوميدي              | أحمد زين                            | محمد الكندي- عليا المناعي- محمد مرشد- إبراهيم المريسي            |                                               | في قالب من الكوميديا، يقرر اليمني ناجي نجم مواقع التواصل الإجتماعي بصحبة أصدقائه الخروج في رحلة داخل الإمارات، لكنهم يواجهون العديد من المواقف الكوميدية، وفي بعض اللحظات تتحول هذه الرحلة إلى رحلة مخيفة جدًا. | |
| الغبنة                           | 2007م         | فيلم قصير           | سعيد سالمين المري- طلال محمود       |                                                                  |                                               | | جائزة أفضل فيلم روائي قصير على المستوى العام في «مسابقة أفلام من الإمارات» الدورة السادسة .2007                                         |
| الكمين                           | 2021م         | دراما- إثارة وتشويق | كورتيس بيرتل- بيير موريل            | عمر بن حيدر- منصور الفيلي- مروان عبدالله                         | ستارز بلاي                                    | في إطار من الدراما والحركة، يقع ثلاثة جنود إماراتيين في كمين معادي، ومن أجل إنقاذ حياتهم يقرر قائدهم الانطلاق في مهمة محفوفة بالمخاطر وإعادتهم من جديد. | الموقع الرسمي للفيلم |
| المختارون                        | أكتوبر 2016م  | أثارة وتشويق        | فيكرام ويت- علي فيصل مصطفى          | سامر إسماعيل- سامر المصري- ميساء عبدالهادي                       | ايمج نيشن أبو ظبي                             | تدور أحداث الفيلم في مستقبل بائس يشهد انتشار الفوضى والصراعات نتيجة لتلوث مصادر المياه. وتسعى مجموعة صغيرة من الناجين للبحث عن مصدر المياه النظيف الوحيد المتبقي في المنطقة. ومع تسلل زائرين إلى المنطقة الخاصة بهم، يتحولون إلى مجرد أداة للاختبار من أجل النجاة، وواحد فقط يستحق النجاة. | رابط لمشاهدة الفيلم |
| الهوائيات                        | يونيو 2016    | خيال علمي           | غانم غباش- علي الزيدي               | ساغا الياسري- منصور الفيلي- محمد أبو دياك                        | غانم غباش                                     | غزو الأرض من قبل الأجانب من الفضاء الخارجي. زوجان متزوجان يعيشان في مدينة دبي مقيدان في منزلهما بسبب عدم اليقين بشأن الوضع. انفصلوا عن العالم الخارجي بسبب فقدان التواصل ، واستكشفوا الاختلافات الثقافية في العلوم من أجل فهم السبب وراء قدوم الأجانب إلى كوكبنا ؛ فقط ليجدوا أنفسهم محاصرين بين سلسلة من لقاءات خارج كوكب الأرض في موطنهم | |
| بنات كيوت                        | يوليو 2023م   | كوميدي              | جمال سالم                           | علي طاهر- عادل خميس- خليفة السعدي- هيفاء العلي                   |                                               | تدور الأحداث في إطار كوميدي حول خمس فتيات يذهبن في مغامرة بمنطقة جبلية؛ وحينما يكتشفن وجود رجال وسيمين بالرحلة، سرعان ما تقع العديد من المفارقات بين الطرفين. | |
| بنت مريم                         | 2008م         | فيلم قصير           | محمد حسن أحمد- سعيد سالمان المري    | رشا العبيدي- محمد إسماعيل- دنيا زين                              | الرؤية المستقبلية للانتاج الفني               | مع كل قطرة مطر تنبت الحكاية التي سترويها ( بنت مريم ) فتاة تغادر بعد وفاة زوجها الستيني , لتقترب لوجوه تحمل الحزن والصمت معا , ونكتشف بأن في كل قلب وبيت أو حارة فتاة ما تشبه ( بنت مريم)، وبعد موت زوجها، تجبر بنت مريم على ترك «فريجها» وتذهب إلى «فريج» آخر لا تعرفه ويسكنه معتوق الأعمى آخر أقاربها، في هذا المكان الذي يشبه السجن المفتوح تلاحق مريم بلعنات جديدة، تتمثل في سيطرة الرجل الأعمى وخدمته والخوف والبرود الذي يسكن الأرض والناس. | الفيلم حصد 13 جائزة فنية مختلفة من خلال مشاركته في مهرجانات عربية ودولية.                                                               |
| بني آدم                          | 2013م         | دراما               | مجيد عبدالرازق                      | حسن يوسف- علي التميمي- آلاء شاكر                                 | مجيد عبدالرازق                                | تدور أحداث الفيلم حول علاقات متشابكة ومتعددة تنشأ بين سلطان الثري الذي يعاني من شعور بالذنب آت من طفولته، وسالم المنحدر من أسرة محدودة الدخل، وخليل المسؤول عن ثروة سلطان حيث يرغب الأخير تزويجه من ابنته ميثاء.بينما يقع سلطان في غرام امرأة اسمها مها ، بينما ستكون كل من مها وابنة سلطان ميثاء واقعتان في حب سالم، وهكذا فإن الباب سيكون مفتوحاً أمام شتى أنواع المكيدة التي تأتي من ناحية خليل، ما يقود إلى مفاجآت كثيرة ونهايات تراجيدية | |
| ثوب الشمس                        | مايو 2014م    | إثارة وتشويق        | سعيد سالمين المري                   | مرعي الحليان- حبيب غلوم- نيفين ماضي- صوفيا جواد                  | شركة الرؤية السيتمائية                        | تدور أحداث الفيلم بين زمانين مختلفين هم (الماضي، والحاضر)، ومكانين مختلفين هم (سوريا، والإمارات) لتروي قصة حب تبدو أنها تأخذ طابعًا عامًا، بينما هي تغوص في عمق المجتمع الإماراتي وتفاصيله ومشكلاته، لتبدو وكأنها قصة محلية عن حياة (حليمة) لكنها على جانب آخر تروي حكاية يمكن تحدث في كل زمان ومكان | يمثل الفيلم التجربة الروائية الطويلة الأولى في مسيرة سالمين                                                                             |
| حجر الرحى                        |               | وثائقي              | ناصر الظواهري                       | شارك فيه أكثر من 50 شخصاً                                         | ناصر الظواهري                                 | يقدم الفيلم سيرة المغفور له الشيخ زايد بن سلطان آل نهيان، طيّب الله ثراه، منذ توليه حكم مدينة العين عام 1946، وإدارته الحكيمة لشؤون المنطقة، في ظروف اقتصادية وصحية وتعليمية صعبة، وكيف نهض بالمنطقة الشرقية من إمارة أبوظبي، ونظم أمورها. | أفضل فيلم في مسابقة الصقر الخليجي الطويل في مهرجان العين السينمائي الدولي في دورته الخامسة                                              |
| حنين                             | يناير 2008م   | دراما               | محمد الطريف                         | شهد الياسين- عبدالحميد البلوشي- يلدا                             |                                               | في دولة الإمارات العربية المتحدة الحالية، تدور أحداث دراما حول امرأة عجوز تدعى أم الكل (موزة المزروعي)، المعروفة بأنها تساعد الناس دائمًا. وفي قصة ذات صلة، يدخل فنان في حالة من الفوضى بعد حادثة مؤلمة. الإماراتية أم الكل تؤدي بمحبة دور الأم والمحسنة لربيع وسارة والشابة الفلسطينية ديما. سلطان ابن أم الكل كان فناناً درس في الخارج وعاد بأفكار ليبرالية لم تجد استحسان مجتمعه. عندما تدخل أم الكل في غيبوبة، تبدأ عائلتها في الانهيار، ويبدأ الزوجان الشابان في التحقيق في دوافعها وشخصيتها. تتودد ديما إلى الشاب عديم الجنسية عادل، وتحدث منافسة على قلبها بينه وبين ربيع. وفاة وردة، مريضة الدكتورة سارة وأخت عادل. ربيع يتخلى عن عائلته عندما يكتشف أنه يتيم بلا أبوين معروفبن | تم استبعاد الفيلم من المشاركة في مهرجان القاهرة السينمائي لعدم وصول نسخة الفيلم قبل بداية المهرجان بوقت كاف.                            |
| خط دم                            | أكتوبر 2020م  | رعب                 | رامي ياسين                          | نيللى كريم- ظافر العابدين- بيتر رامي- إيمان يونس                 | رامي ياسين- محمد حفظي                         | يدخل الطفل مالك في غيبوبة بعد تعرضه لحادث بسيارة والده نادر تسبب فيها أخيه دون قصد، ويحاول نادر ولميا والدة مالك إعادة الطفل للحياة، فيلجآن لحل يقلب حياتهم رأسا على عقب. | فيلم إماراتي مصري مشترك |
| خلف الكواليس                     | نوفمبر 2023م  | رومانسي             | شهيناز عبدالرازق البستكي- قيس داحول | نسمة عبدالرحمن- محمد الغباشي- علي طيفور- إيمان الكتبي            |                                               | في إطار رومانسي فكاهي، تدور أحداث العمل في نطاق الجامعة، ويتناول العلاقات بين الطلبة والطالبات والأساتذة، وحيز التنافس، والعلاقات العاطفية، وما يحدث خلف كواليس الجامعة. | |
| خلك شنب                          | سبتمبر 2019م  | كوميدي              | خالد الجابري- هاني الشيباني         | عمار آل رحمة- سعد عبدالله- محمد الكندي                           | عامر سالمين المري- هاني الشيباني              | يروي الفيلم في قالب كوميدي عن ثلاثة شبان يستيقظون من النوم ليكتشف ثلاثتهم أنهم في أماكن غريبة وغير مألوفة بالنسبة لهم، ويحاولون أن يكتشفوا ما حدث في الساعات الماضية. | للفيلم جزء ثان "خلك شنب2" |
| خميس وجمعة                       | يونيو 2017م   | كوميدي              | علي رجب- عيسى العلوي                | طارق العلي- عبدالله زيد- خالد المظفر- هند البلوشي                |                                               | يروي الفيلم قصة رجل من وصديقه يهربان من إحدى دور المسنين في سبيل إنقاذ ابنته التي لم يراها منذ زمن طويل من الزواج من رجل لا تحبه. | الفيلم إماراتي كويتي مشترك |
| خورفكان                          | ديسمبر 2020م  | تاريخي              | سلطان بن محمد القاسمي- موريس سويني  | رشيد عساف- قيس شيخ نجيب- أحمد الجسمي                             | هيئة الشارقة للإذاعة والتلفزيون               | تدور أحداث الفيلم في قالب تاريخي حول الأحداث التي جرت في العام 1507 من حيث مقاومة خورفكان للاحتلال البرتغالي بقيادة الجنرال أفونسو دي البوكيرك مع أسطوله البحري. | الفيلم حصل علي أكثر من جائزة، من بينها: الجائزة الذهبية لأفضل فيلم روائي درامي من مهرجان بيست إسطنبول للأفلام السينمائية في يوليو 2022. |
| دار الحي                         | ديسمبر 2009م  | دراما               | علي فيصل مصطفي- جيري شيرارد         | سعيد الكعبي- أحمد أحمد- حبيب غلوم                                | علي فيصل مصطفي وآخرون                         | يتحدث الفيلم عن حياة ثلاثة أشخاص وهم نتاليا مولدوفان من رومانيا وفيصل وهو شاب ينتمي لعائلة ثرية من الإمارات وباسو وهو سائق تاكسي وممثل طموح من غوجارات تتقاطع حياتهم في مدينة دبي | الفيلم باللغات: العربية والإنجليزية والهندية                                                                                            |
| دكتور بسبس                       | 2019م         | كوميدي              | عمرو علي- رضا الأحمدي               | عمرو عبدالجليل- شيماء سبت- صبحي خليل                             | الأحمدي للإنتاج الفني والتوزيع                | الدكتور بسبس طبيب بيطري مصري لا يتقن مهنته، حيث يعمل في السيرك، ويتسبب في موت معظم الحيوانات التي يعالجها وفجأة يكتشف أنه يسمع كل الحيوانات ويفهمها فيتم استدعاؤه من قبل رجل أعمال يعيش في الإمارات لعلاج أسده، ومن هنا تأتي المفاجآت والأحداث في قالب كوميدي | فيلم إماراتي مصري مشترك |
| راشد ورجب                        | 2019م         | كوميدي              | شادي الفونس- محمد سعيد حارب         | شادي الفونس- مروان عبدالله- هيفاء العلي                          | شركة أيميج نيشن                               | تدور قصة الفيلم حول المدير التنفيذي الإماراتي «راشد»، الذي لعب دوره مروان عبد الله، وهو رجل ثري يعمل في شركة كبيرة، يهتم بشكله وأناقته، ومن الجهة الأخرى يظهر «رجب» الذي أدى دوره شادي ألفونس، وهو عامل توصيل مصري، يعمل في إحدى المطاعم الهندية في الإمارات، وهو على النقيض تماماً من «راشد»، وفي أحد الأيام، يتعرض «راشد» و«رجب» لحادث، ويتسبب هذا الحادث في تبادل أجسادهما، فيصبح «راشد» في جسد «رجب»، و«رجب» في جسد «راشد»، لتبدأ المشاهد والمواقف الكوميدية حينما يتعامل كل شخص منهما مع عائلته الجديدة | رابط مشاهدة الفيلم |
| رمسة كريم                        | 2018م         | دراما               | لؤي السعدي                          | هاني رمزي- نرمين ماهر- حبيب غلوم                                 | شركة فيلمي برودكشن                            | تدور الأحداث حول سيدة مصرية تزوجت من مواطن إماراتي وأنجبت منه (كريم) الذي يكبر وتريد أن تزوجه، فتشجعه على ذلك وتبحث عن عروس مناسبة، إلا أن اللهجة كانت تتسبب في الكثير من المشاكل بسبب عدم فهم بعض الكلمات ومعانيها. | |
| زنزانة                           | ديسمبر2015م   | دراما- جريمة        | ماجد الأنصاري- لين سكاي             | صالح بكري- علي سليمان- عهد كامل                                  | رولا ناصر- رامي ياسين                         | في أحد أقسام الشرطة النائية، يقبع «طلال» خلف زنزانة معذبًا بالذكريات التي تنتابه حول مطلقته وابنه وهو في انتظار مصيره داخل الحبس، وفي تلك الأثناء يزور قسم الشرطة ضابط شرطة سيكوباتي قادم من بلدة مجاورة يدعى «دبان»، والذي يحول زيارته لقسم الشرطة إلى حمام دم، ويضطر «طلال» لإدعاء الجنون من أجل حماية عائلته مما قد يفعله هذا الضابط | |
| ساير الجنة                       | ديسمبر 2015م  | دراما               | سعيد سالمين المري                   | أحمد الزعابي- عبدالله مسعود- فاطمة الطائي                        | شركة الرؤية السينمائية                        | تدور أحداث الفيلم حول الفتى سلطان الذي يقرر أن يقوم برحلة تمتد من العاصمة الإماراتية أبو ظبي وحتى الفجيرة من أجل البحث عن جدته، وذلك بسبب توالي الهموم عليه، مما دفعه للبحث عن منبع للحنان. | الفيلم حاصل علي أكثر من جائزة من بيتها: جائزة أفضل فيلم روائي طويل في مسابقة "المهر الإماراتي".                                         |
| سفر اضطراري                      | مارس 2019م    | كوميدي              | تاصر التميمي                        | حبيب غلوم- بدرية طلبة- في الشرقاوي                               |                                               | تدور أحداث الفيلم في قالب كوميدي حول فارس، الشاب الإماراتي الذي يعيش في مصر مع والدته، وبعد وفاتها ينتقل للعيش مع خالته التي تفصح له بأن والده لا يزال حيًا يرزق، ويعيش في الإمارات، ويقرر السفر إليه في سبيل البحث عنه. | |
| سيدة البحر                       | سبتمر 2019م   | دراما- غموض         | شهد أمين                            | يعقوب الفرحان- إبراهيم الحساوي- أشرف برهوم                       | رولا ناصر                                     | تدور أحداث الفيلم في إطار أدب المدينة الفاسدة، والفيلم هو قصة فتاة قوية الإرادة تُدعى «حياة»، تعيش في قرية صيد فقيرة تحكمها التقاليد المظلمة والتي يتعين فيها على كل أسرة ان تعطي اسرتها لمخلوقات البحر التي تعيش في المياه القريبة، وبالمقابل يتم صيد المخلوقات البحرية بواسطة رجال القرية. يقوم والد «حياة» بإنقاذها من هذ المصير | الفيلم إماراتي عراقي سعودي مشترك |
| شباب شباب                        | نوفمبر 2018م  | كوميدي              | ياسر الياسري                        | سعد الفرج- سلوم حداد- مرعي الحليان- منصور الفيلي                 |                                               | تدور الأحداث حول 4 رجال مسنين يمضون السنوات المتبقية في حياتهم مغمومين وحزينين في مأوى للكبار، إلى اللحظة التي يبتسم الحظ لهم على نحو غير متوقع عندما يرث أحدهم ثروة كبيرة، ما يمكنهم من العودة لتحقيق أحلامهم السابقة التي طواها النسيان في مغامرة بشوارع دبي. | |
| شبح                              | أغسطس 2022م   | رعب - غموض          | عامر سالمين المري                   | آلاء شاكر- مريم سلطان- خالد النعيمي                              | شركة سينما فيجن فيلمز بالتعاون مع تو فر54     | تدور أحداث الفيلم في إطار رعب وتشويق وغموض اجتماعي حول صراعًا عائليًا حول إرث قديم، وتدور حول جدة تطلب اجتماع كل أفراد عائلتها، في بيت العائلة الكبير قبل الموافقة على بيعه، وبانتقال الأبناء من أبوظبي إلى بيت العائلة، يواجهون العديد من الأحداث الغامضة | الفيلم إنتاج 2020 وتم تأجيل عرضه بسبب نداعيات فيروس كورونا                                                                              |
| ضوء دامس                         | 2012م         | روائي               | محمد عبدالله الحمادي- ياسر الياسري  | جاسم الخراز- هدى الخطيب- منصور الفيلي                            | تو فور54                                      | رحلة صديقين من قريتهما البسيطة إلى المدينة. حيث يقضيان معظم الرحلة مستلقين على سطح الحافلة التي تقلهما.. وخلال الرحلة سيقومان باسترجاع بعض الذكريات والقصص وسيكتشفون عوالم جديدة وشخصيات غريبة من خلال محطات مختلفة يمر بها الباص | |
| ضحي في أبو ظبي                   | أبريل 2016م   | كوميدي              | راكان- فيصل بن حريز                 | حسن حسني- سعيد سالم- أحمد الأنصاري- ملاك الخالدي                 | فيصل بن أحمد                                  | تدور أحداث الفيلم عندما يقرر الشاب الإماراتي ضحي ، الحاصل على بكالوريوس إعلام، الانتقال من الفجيرة إلى أبوظبي في سبيل البحث عن عمل ملائم له، بعد تخرجه من الجامعة، وجلوسه لمدة ست سنوات بدون عمل، في سبيل التوفق للزواج من ابنة عمه "ميزونة" التي تحبه ويحبها، وينافسه على حبها شاب آخر ثري، الذي يتقدم بدوره لخطبتها، ومن هنا يتخذ قراراً بالبحث عن فرصة له في أبوظبي، كما أشار عليه أحد الأصدقاء القدامى. ويدخل الشاب في مغامرة غير متوقعة خاصة عندما يقابل صديق مسن يعرض عليه المساعدة في رحلة بحثه عن العمل | |
| ظل البحر                         | نوفمبر 2011م  | روائي               | محمد حسن أحمد- نواف الجناحي         | عمر الملا- نيفين ماضي- أبرار الحمد                               | أيميج نيشن أبو ظبي                            | يكون بطل الفلم منصور واقع في حب كلثم والأخيرة تبادله الشعور بدون أي كلام بخصوص الامر إلى ان يقع منصور في حب جارته عائشه فماذا سيحصل | |
| عائلة عن بعد                     | 2021م         | اجتماعي             | خالد علي - سعود الزرعوني            | عبدالله صالح- موزة المزروعي- أشواق- حمد الحمادي- عبدالله الغامدي | مسرح دبي الوطني                               | وتتناول قصة الفيلم بدايات جائحة «كورونا»، عبر عائلة إماراتية مكونة من أب وأم وجدة وثلاثة أبناء، اثنان منهم يعملان في خط الدفاع الأول، ويقدمان خدماتهما الإنسانية للمرضى بتفانٍ كبير، على عكس الابن الثالث الذي يستهتر بالجائحة، والذي يعترف في النهاية بالدور الإيجابي الذي لعبه خط الدفاع الأول وأفراد المجتمع في الإمارات لحمايتهم من الآثار السلبية للجائحة. | |
| عاد من حيث أتى                   | أبريل 2015م   | دراما- غموض         | مايكل بتروني                        | أدريان برودي- انا ليز فليبس- بروس سبنس                           | أفلام هيد جير                                 | تدور أحداثه حول معالج نفسي يعاني من كوابيس ورؤى شريرة. هل تسبب وفاة ابنته هذه الكوابيس؟ ويعود إلى طفولته لتعود له الراحة | إنتاج إماراتي أسترالي بريطاني مشترك |
| عاشق عموري                       | فبراير 2018م  | رياضي               | عامر سالمين المري                   | منصور الفيلي- عبدالله بن حيدر- آلاء شاكر                         | عامر سالمين المري                             | تتركز أحداث الفيلم حول فتى صغير يتخذ من لاعب كرة القدم عموري قدوة له، ويحلم بأن يصير مثله، ويحاول شق طريقه عبر سلسلة من الصعوبات والتحديات في تحقيق حلمه بأن يحترف ويلعب كرة القدم ضمن المنتخب الوطني للإمارات. | حائز على جائزة في مهرجان دلهي السينمائي الدولي                                                                                          |
| علي معزة وإبراهيم                | ديسمبر2016م   | دراما- فانتازيا     | أحمد عامر- شريف البنداري            | علي صبحي- ناهد السباعي- صبري فواز- سلوى محمد علي                 | ستوديوهات روتانا                              | يدور الفيلم حول «علي» شاب في العشرين من عمره يحب معزة ويواجه انتقادات كثيرة وسخرية لاذعة من مجتمعه بسبب ذلك، فتُرغمه أمه على زيارة أحد المعالجين الروحانيين | جائزة أفضل ممثل في مهرجان دبي السينمائي الدولي 2016 - الفيلم إماراتي مصري فرنسي مشترك                                                   |
| علي وعليا                        | فبراير2019م   | دراما               | حسين الأنصاري                       | طلال محمود- نيفين ماضي- فاطمة حسن                                |                                               | تدور أحداث الفيلم حول علي وعليا، جاران يحبان بعضهما البعض منذ الطفولة، ولكن يفصل أحدهما عن الآخر أحداث جسام، ويحاول علي البقاء في قلب عليا حتى ولو باللجوء إلى الإدمان. | |
| غنوم الملياردير                  | أغسطس 2023    | دراما               | عامر سالمين المري                   | عمر الملا- عبدالله الشحي- بلال عبدالله- آلاء شاكر                |                                               | يسعى غنوم جاهدًا لتحقيق النجاح في مجال صناعة السينما رفقة أصدقاؤه دون جدوى، ولكن حينما يكتشف حصوله على ميراث من جدته يمكنه من تحقيق أحلامه؛ يجد نفسه في مواجهة عصابة تسعى لمنعه من الحصول على الميراث. | |
| في وقت متأخر من الليل مع الشيطان | مارس 2023م    | رعب                 | كاميرون كيرنر- كولين كيرنز          | ديفيد داستماليشان- لورا جوردون- فيصل بزي                         | شركة سبوكي بكتشرز                             | تدور أحداث فيلم في وقت متأخر من الليل مع الشيطان حول جاك ديلروي، وهو مضيف برنامج حواري كان يُذاع في فترة السبعينيات من القرن العشرين بعنوان في وقت متأخر من الليل، والذي أعاد اكتشاف حلقة من الموسم السادس للبرنامج، كان قد تم بثها في عيد القديسين عام 1977، وخلال هذا البث التلفزيوني المباشر، أجري ديلروي مقابلة مع عالمة تخاطر في علم النفس (لورا جوردون) حول موضوع كتابها الأخير، والذي يحكي عن مراهقة شابة (إنجريد توريلي) كانت الناجية الوحيدة من حادث انتحار جماعي وقع في كنيسة للشيطان. | الفيلم إماراتي أسترالي مشترك |
| قبل زحمة الصيف                   | ديسمبر 2015م  | اجتماعي رومانسي     | محمد خان                            | هنا شيحة- ماجد الكدواني- أحمد داوود                              | روتانا للإنتاج السينمائي                      | في قرية سياحية تقع في الساحل الشمالي، يقرر الدكتور يحيى قضاء العطلة مع زوجته ماجدة قبل ازدحام القرية والساحل بأكمله بالمصيفين مع وصول فصل الصيف إلى ذروته، وهناك يتعرف كلاهما على مترجمة شابة مطلقة حديثًا وأم لولدين تدعى هالة، وتتبدل أحوال العطلة الصيفية من حال لحال منذ ذلك الوقت. | فيلم إماراتي مصري مشترك |
| كروموسوم                         | يونيو 2021م   | تشويق وإثارة        | علي جمال                            | نوره العابد- علي جمال- عبدالله سعيد- عبدالله بن حيدر             |                                               | تدور أحداث الفيلم في قالب من الرومانسية الممزوجة بالتشويق والإثارة عما حدث بين عدد من الأشخاص بسبب الاختلاف الجيني بين شخص وآخر، وكيف أثر ذلك على حياتهم الشخصية. | |
| مزرعة يدو                        | مارس 2014م    | كوميدي              | إبراهيم المرزوقي- أحمد زين          | محمد مرشد- ميرة علي- عائشة السويدي                               | أحمد زين                                      | يرصد الفيلم في جو كوميدي قصة خمسة شبان في مقتبل العمر وفي ريعان شبابهم. في عطلة نهاية الأسبوع يقرر الأصدقاء تمضية العطلة مع بعضهما البعض في مرزعة جد صديقهم. تقع مزرعة الجد في وسط الصحراء، ظن الشبان أنهم سيقضون وقتًا ممتعًا سويًا في المزرعة، لكن سرعان ما تنقلب الأمور رأسًا على عقب، لتتحول العطلة من راحة وبهجة إلى حرب شعواء بينهم وبين الجن الغامض، وتصبح العطلة مصدر إزعاج لا ينتهي. | هناك جزء آخر للفيلم "مزرعة بدو2" |
| مسك                              | اغسطس 2019م   | دراما               | حميد السويدي                        | مناهل العوضي- سهيل الجنيبي- ضاعن جمعة                            | حميد السويدي                                  | يترك أحمد عمله في مجال إدارة المتاحف كي يتفرغ لرعاية والده المريض، وإدارة عمله في مجال العطور، وتؤثر كل هذه التحولات التي مر بها أحمد على ابنه عبدالرحمن البالغ من العمر 12 عامًا. | |
| من ألف إلي باء                   | يناير 2015م   | روائي               | علي فيصل مصطقى                      | فهد البتيري- شادي الفونس- فادي الرفاعي                           | تو فور45                                      | تدور أحداث الفيلم حول ثلاثة من الأصدقاء القدامى (جاي و رامي و عمر) يسافرون في مغامرة ورحلة على الطريق من أبو ظبي إلى بيروت في ذكرى صديقهم المفقود هادي | |
| نسيم                             | اكتوبر 2023م  | كوميدي              | حسين الأنصاري                       | حسن رجب- أحمد عبدالرازق- محمود القطان                            |                                               | يدور العمل حول رجل هندي يُدعى نسيم يعيش في الإمارات، ويمتلك شعبية وحب كبير من أهل الفريج حيث يُدير في عجمان دكانه الخاص، ولكن حينما يقع نسيم في حب ابنة كفيله؛ تتعقد الأمور في حياته. | |
| وصلنا ولا بعدنا                  | فبراير 2018م  | كوميدي              | عائشة الزعابي                       | مريم سلطان- ريم حمدان- أحمد عبدالرازق - فاطمة الحوسني            |                                               | تحظى إحدى العائلات بزيارة من زوجة ابنهم التي وصلت لتوها من لندن في سبيل الانتهاء من رسالتها لنيل رسالة الماجيستر عن دولة الإمارات، مما يضطر الأسرة بأكملها لمرافقة زوجة الابن في رحلة على الطريق تمتد من أبوظبي وصولًا إلى جبل جيس. | |
| هجولة                            | سبتمبر 2016م  | دراما               | حسن الجابري- علي بن مطر             | عبدالله بن حيدر- ياسر الجراف- أنور الجابري- علي المرزوقي         |                                               | في عالم سباقات السيارات، يمتلك شابان من الإمارات شغف كبير نحو سباقات السيارات، مما يقودهما للمشاركة في سباق مهم، مما يؤدي بهما إلى سلسلة من الأحداث التي ستغير حياتهما إلى الأبد وتعزز شغفهما أكثر فأكثر. | للفيلم جزء آخر بمسمى هجولة 2 2018م |
| 218: خلف جدار الصمت              | 2021م         | دراما               | رامي ياسين- نهلة الفهد              | أمل محمد- هيفاء العلي- حبيب غلوم                                 | مدينة الشارقة للإعلام (شمس)                   | تدور أحداث العمل حول ثلاث فتيات ومرورهن بثلاث تجارب منفصلة، لكنها تجارب متشابكة ومترابطة في الواقع، بين العنف الأسري والحنين إلى الماضي والسعي للانتقام والدعم المتبادل. | الفيلم حاصل على أفضل ممثلة آسيوية للفنانة أمل محمد عن دورها في الفيلم.                                                                  |
| 100 ميل                          | مارس 2007م    | فيلم فصير           | مصطفي عباس                          | مصطفى عباس- سلمى عثمان- محمد ربيع                                | نايت آند داي بيكتشرز                          | تدور أحداث فيلم 100 ميل في إطار من الإثارة والتشويق حول مايلز ماكمانوس المصاب بالفصام والذي يعاني من عدم الاهتمام، والذي يستيقظ غريمه تيد غارسيا ذات يوم ليجد مايلز يقيده في حوض الاستحمام متهما إياه باغتصاب صديقته أنابيل جيمس مما غير حياتهما للأبد. | جائزة أفضل فيلم غير وثائقي في مسابقة الإمارات السينمائية لعام 2007.                                                                     |
| 100 عبوة                         |               | وثائقي              | مازن الخيرات                        |                                                                  | أناسي للإعلام                                 | يسلط الضوء على الألغام الأرضية وتأثيرها في الحياة إذ تظل أضرارها البالغة وخطرها قائماً وكامناً على المدنيين والمجتمع لسنوات عديدة حتى بعد انتهاء النزاع . | |
| 11 يوم                           | يوليو 2018م   | اجتماعي             | سودهير كوندري                       | حبيب غلوم                                                        |                                               | يقرر رجل الأعمال الإماراتي سلطان الذي يزور مدينة بانكوك مع زوج ابنته وحفيدته، لكنه أيضًا يحاول إنقاذ ابنه أحمد من السجن، وذلك بعد إخراجه فيلم يحكي عن طفلة تايلاندية. | |